# 山下和樹
山下 和樹（やました かずき、1992年2月13日 - ）は、日本のプロバスケットボール選手である。ポジションはガード・フォワード。

## 来歴
香川県善通寺市出身。善通寺市立東中学校時代は香川県選抜チームメンバーに選出され、 
ジュニアオールスターに出場した。
2007年4月に尽誠学園高等学校進学した後は1年生時よりベンチ入りしてインターハイ・ウィンターカップに3年連続で出場。3年生時の2009年ウィンターカップ香川県予選大会では最優秀選手賞を受賞。
2010年4月に関西大学に進学後、3年次の2012年に第16回日本男子学生選抜バスケットボール大会の関西選抜チームのメンバーに選出される。4年次の2013年、第40回関西学生バスケットボール選手権大会でスリーポイント王を獲得。関西学生バスケットボールリーグ戦2部ではMVPを受賞した。日本男子学生選抜大会関西選抜チームにも2年連続で選出され、主将を務めた。
大学卒業後の2014年6月、bjリーグドラフト会議にて高松ファイブアローズより指名を受けて入団。背番号24。

## 記録
| シーズン | チーム | GP | GS | MPG  | FG%  | 3P%  | FT%  | RPG | APG | SPG | BPG | TO  | PPG |
| -------- | ------ | -- | -- | ---- | ---- | ---- | ---- | --- | --- | --- | --- | --- | --- |
| 2014-15  | 高松   | 39 | 23 | 10.7 | .348 | .297 | .500 | 0.9 | 0.4 | 0.3 | 0.1 | 0.2 | 1.6 |